# WinZip
WinZip（ウィンジップ）は、WinZip Computing（前身はNico Mak Computing, Inc）が開発し、コーレルが販売する、Windows、macOS、iOS、Android環境向けのファイルアーカイバ(圧縮・解凍ソフト)シェアウェアである。PKZIP形式(.zip)の使用を前提として最適化されているが、他のファイル様々なフォーマットもサポートする。

## 歴史
2006年5月9日にベクターキャピタルよりコーレルへ譲渡され、現在はコーレルから発売されている。日本では初めてバージョン11でパッケージソフトになった。
2014年には　WinZip Standard POSAパッケージ版が発売され、最新版がネットからダウンロード購入できるようになった。（アクティベート用のシリアルが記載されており、購入しダウンロードした時点でのバージョンを使うことができる。発売当初は17.5が最新だった。
日本では2019年12月2日よりソースネクストがコーレル製品の独占販売契約を結んだ事に伴い、コーレル公式サイトとソースネクストの双方で取り扱われるようになった。

## 概要
WinZipは、大容量のファイルも素早く確実に圧縮・解凍できるアーカイブユーティリティとして、コーレルより発売されている。Zip書庫内の編集はもちろん、Zip書庫内のファイル毎に異なるパスワードを設定したりといった、高度なファイル管理が行える。
また、WinZipでファイルの中を閲覧しようとした場合、キャッシュ内に画像・動画を展開し、ウィンドウを閉じると同時にキャッシュを削除するため余分に解凍の作業をしてデスクトップ上などに無駄にファイルを増やすことがない。新しいバージョンでは画像ビューアが付属しているため、画像が大量に入っているZIP書庫の管理にも利用できる。
WinZipを使用するにはインターネット接続によるアクティベーションを行う必要がある。
バージョン12.1でWinZip独自の圧縮形式Zipxが搭載された。
バージョン14では、LZH、7zなどにも対応するようになった。

## 特徴
- ZIP書庫の作成、追加、展開に対応
- Microsoft Windows Shell統合に関する設定が容易
- 128bitと256bitキーを用いたAES暗号化をサポート
- bzip2(9.0)、PPMd(10.0)、WavPack(11.0)、LZMA(12.0)に対応
- bz1形式、rar形式の展開に対応
- ARC、ARJ、LHA書庫のサポート(支援プログラムをインストールが必要)
- CD/DVDへのZIP書庫の直接書き込み
- 自動バックアップ
- FTPアップロードへの統合
- Email ZIP書庫
- Unicodeに対応し、ZIP書庫内のファイル名表示の多言語を保証 (バージョン11.2より前は警告メッセージが出ていた)
- LHA及びLZH書庫の作成、展開等の統合対応
- 最新のZipエンジンを使用した素早く簡単な圧縮/解凍(15.0)
- 新しいWinZipデスクトップガジェットにファイルをドラッグしてファイルを瞬時に圧縮/解凍(15.0)
- 64ビットネイティブ対応(16.0)
- WinZipの新しい高性能な64ビットZipエンジンによる圧縮/解凍の高速化
- バックアップをディスクに作成する際、Blu-rayディスクへの作成に対応 Proのみ
- 圧縮してクラウドで共有
- クラウドでの管理と共有
- 圧縮してソーシャル メディア サイトで共有
- 画像のサイズ変更
- PDF へのファイル変換
- ウォーターマークの追加
- さらに直感的なインターフェイス

## 名前が似た迷惑ソフト
WinZipというブランド名の以下のソフトウェアがある。しかし実際にはこれらのソフトウェアはコーレルとは無関係のPUP（潜在的に迷惑なアプリケーション）に分類されるもので、Malwarebytes' Anti-MalwareはこのソフトをPUPとして認識する。
- WinZip System Utilities Suite

このソフトウェアはシステムの最適化を行うソフトウェアとして配信されている。しかし、実際にはこのソフトウェアはPUPまたはアドウェアに分類されるもので、Malwarebytes' Anti-MalwareはこのソフトをPUPとして認識する。
- WinZip Driver Updater

これもMalwarebytesによりPUPと認識されている。